# Nicklas Bendtner
Nicklas Bendtner (n. 16 ianuarie 1988) este un fotbalist danez retras din activitate. Poziția sa preferată era cea de atacant central, dar a jucat și pe partea dreaptă a atacului și, ocazional, pe partea stângă. Un jucător mare, înalt și puternic fizic, era cunoscut pentru abilitățile sale în aer și poseda o lovitură puternică cu capul.

## Palmares
Juventus
- Serie A (1): 2012–13

Arsenal
- FA Cup: 2013–14

### Individual
- Fotbalistul danez al anului Under-17: 2004
- Talentul danez al anului: 2007
- Fotbalistul danez al anului: 2009

## Statistici carieră

### Club
La 29 decembrie 2013.
| Divizia        | Club                       | Sezon         | Campionat | Campionat | Cupă    | Cupă   | Cupa Ligii | Cupa Ligii | Europa  | Europa | Total   | Total  |
| Divizia        | Club                       | Sezon         | Meciuri   | Goluri    | Meciuri | Goluri | Meciuri    | Goluri     | Meciuri | Goluri | Meciuri | Goluri |
| -------------- | -------------------------- | ------------- | --------- | --------- | ------- | ------ | ---------- | ---------- | ------- | ------ | ------- | ------ |
| Premier League | Arsenal                    | 2005–06       | 0         | 0         | 0       | 0      | 3          | 0          | 0       | 0      | 3       | 0      |
| Championship   | Birmingham City (împrumut) | 2006–07       | 42        | 11        | 2       | 0      | 4          | 2          | —       | —      | 48      | 13     |
| Premier League | Arsenal                    | 2007–08       | 27        | 5         | 2       | 1      | 5          | 1          | 6       | 2      | 40      | 9      |
| Premier League | Arsenal                    | 2008–09       | 31        | 9         | 5       | 2      | 2          | 2          | 12      | 2      | 50      | 15     |
| Premier League | Arsenal                    | 2009–10       | 23        | 6         | 0       | 0      | 1          | 1          | 7       | 5      | 31      | 12     |
| Premier League | Arsenal                    | 2010–11       | 17        | 2         | 5       | 4      | 5          | 3          | 5       | 0      | 32      | 9      |
| Premier League | Arsenal                    | 2011–12       | 1         | 0         | 0       | 0      | 0          | 0          | 0       | 0      | 1       | 0      |
| Premier League | Arsenal                    | 2013–14       | 8         | 2         | 0       | 0      | 2          | 0          | 2       | 0      | 12      | 2      |
| Premier League | Arsenal                    | Total         | 106       | 24        | 12      | 7      | 18         | 7          | 32      | 9      | 168     | 47     |
| Premier League | Sunderland (împrumut)      | 2011–12       | 28        | 8         | 2       | 0      | —          | —          | —       | —      | 30      | 8      |
| Serie A        | Juventus (împrumut)        | 2012–13       | 9         | 0         | 1       | 0      | —          | —          | 1       | 0      | 11      | 0      |
| Total carieră  | Total carieră              | Total carieră | 186       | 43        | 17      | 7      | 22         | 9          | 32      | 9      | 255     | 68     |

### Goluri internaționale
| #   | Data               | Locația                  | Oponent         | Scor | Rezultat | Competiția                                             |
| --- | ------------------ | ------------------------ | --------------- | ---- | -------- | ------------------------------------------------------ |
| 1.  | 16 august 2006     | Odense, Danemarca        | Polonia         | 1–0  | 2–0      | Meci amical                                            |
| 2.  | 1 septembrie 2006  | Copenhaga, Danemarca     | Portugalia      | 4–2  | 4–2      | Meci amical                                            |
| 3.  | 28 martie 2007     | Duisburg, Germania       | Germania        | 1–0  | 1–0      | Meci amical                                            |
| 4.  | 17 noiembrie 2007  | Belfast, Irlanda de Nord | Irlanda de Nord | 1–0  | 1–2      | Preliminariile Campionatului European de Fotbal 2008   |
| 5.  | 21 noiembrie 2007  | Copenhaga, `Danemarca    | Islanda         | 1–0  | 3–0      | Preliminariile Campionatului European de Fotbal 2008   |
| 6.  | 26 februarie 2008  | Nova Gorica, Slovenia    | Slovenia        | 2–1  | 2–1      | Meci amical                                            |
| 7.  | 26 martie 2008     | Herning, Danemarca       | Cehia           | 1–0  | 1–1      | Meci amical                                            |
| 8.  | 10 septembrie 2008 | Lisabona, Portugalia     | Portugalia      | 1–1  | 3–2      | Calificările pentru Campionatul Mondial de Fotbal 2010 |
| 9.  | 5 septembrie 2009  | Copenhaga, Danemarca     | Portugalia      | 1–0  | 1–1      | Calificările pentru Campionatul Mondial de Fotbal 2010 |
| 10. | 9 septembrie 2009  | Tirana, Albania          | Albania         | 1–0  | 1–1      | Calificările pentru Campionatul Mondial de Fotbal 2010 |
| 11. | 3 martie 2010      | Viena, Austria           | Austria         | 1–1  | 1–2      | Meci amical                                            |
| 12. | 19 iunie 2010      | Pretoria, Africa de Sud  | Camerun         | 1–1  | 2–1      | Campionatul Mondial de Fotbal 2010                     |
| 13. | 7 septembrie 2011  | Copenhaga, Danemarca     | Norvegia        | 1–0  | 2–0      | Preliminariile Campionatului European de Fotbal 2012   |
| 14. | 7 septembrie 2011  | Copenhaga, Danemarca     | Norvegia        | 2–0  | 2–0      | Preliminariile Campionatului European de Fotbal 2012   |
| 15. | 11 octombrie 2011  | Copenhaga, Danemarca     | Portugalia      | 2–0  | 2–1      | Preliminariile Campionatului European de Fotbal 2012   |
| 16. | 11 noiembrie 2011  | Copenhaga, Danemarca     | Suedia          | 1–0  | 2–0      | Meci amical                                            |
| 17. | 15 noiembrie 2011  | Esbjerg, Danemarca       | Finlanda        | 2–1  | 2–1      | Meci amical                                            |
| 18. | 26 mai 2012        | Hamburg, Germania        | Brazilia        | 1–3  | 1–3      | Meci amical                                            |
| 19. | 13 iunie 2012      | Lviv, Ucraina            | Portugalia      | 1–2  | 2–3      | Euro 2012                                              |
| 20. | 13 iunie 2012      | Lviv, Ucraina            | Portugalia      | 2–2  | 2–3      | Euro 2012                                              |
| 21. | 12 octombrie 2012  | Sofia, Bulgaria          | Bulgaria        | 1–1  | 1–1      | Calificările pentru Campionatul Mondial de Fotbal 2014 |
| 22. | 14 noiembrie 2012  | Istanbul, Turcia         | Turcia          | 1–0  | 1–1      | Meci amical                                            |
| 23. | 11 octombrie 2013  | Copenhaga, Danemarca     | Italia          | 1–1  | 2–2      | Calificările pentru Campionatul Mondial de Fotbal 2014 |
| 24. | 11 octombrie 2013  | Copenhaga, Danemarca     | Italia          | 2–1  | 2–2      | Calificările pentru Campionatul Mondial de Fotbal 2014 |